# NGC 682
NGC 682 é uma galáxia elíptica (E-S0) localizada na direcção da constelação de Cetus. Possui uma declinação de -14° 58' 28" e uma ascensão recta de 1 horas, 49 minutos e 04,4 segundos.
A galáxia NGC 682 foi descoberta em 30 de Dezembro de 1785 por William Herschel.